# Generalstaterne
Generalstaterne (hollandsk: Staten-Generaal) er det hollandske parlament. Det består af to kamre, hvoraf det vigtigste er det direkte valgte andetkammer – Tweede Kamer. Hertil kommer et af provinsforsamlingerne indirekte valgt førstekammer Eerste Kamer. Generalstaterne afholder sine møder i Binnenhof i Haag.
Det hollandske ord "staten" svarer til det danske stænder, som var betegnelsen for de overordnede grupper, som samfundet var inddelt i: adel, borger, præster og almue. Generalstaterne er en parallel til en stænderforsamling, dvs. en forsamling hvor de forskellige stænder optrådte samlet.
Hollandske opdagelsesrejsende døbte forskellige lokaliteter "Staten Island"[kilde mangler], som er afledt af navnet på parlamentet.

## Opgaver
Generalstaternes to kamre holder normalt særskilte møder, men mødes til fællesmøde mindst en gang om året ved Prinsjesdag, hvor regenten holder sin trontale. Når generalstaterne stemmer om et kongeligt bryllup, når en ny regent bestiger tronen, eller når et medlem af kongehuset dør, mødes begge kamre også til et fællesmøde (Hollandsk: Verenigde Vergadering) under forsæde af senatets præsident. Det foregår i riddersalen i Binnenhof, mens kroninger foregår i Nieuwe Kerk i Amsterdam.
Ifølge den hollandske grundlov har de to kamre de samme beføjelser, bortset fra retten til at fremsætte lovforslag og ændringsforslag. I praksis ligger disse funktioner i andetkammeret, da førstekammeret kun mødes en gang om ugen.

## Historie
Siden midten af det 15. århundrede mødtes generalstaterne bestående af repræsentanter fra provinsforsamlingerne i det område, som blev regeret af hertugen af Burgund. Det første møde blev afholdt den 9. januar 1464 i Brügge i Flandern på begæring af Filip 3. af Burgund. Senere blev der holdt møder i Coudenberg og Bruxelles. Efter at de syv nordlige nederlandske provinser dannede republikken de Forenede Nederlande i 1581, overtog generalstaterne kongens rolle som øverste myndighed i landet. Medlemmerne af generalstaterne blev valgt af de syv uafhængige provinsforsamlinger, som hver havde én stemme. 20% af landet var ikke underlagt en af de syv provinser og havde ingen stemme i generalstaterne. Det Nederlandske Ostindiske Kompagni og det Nederlandske Vestindiske Kompagni blev styret direkte af generalstaterne.
De Spanske Nederlande beholdt deres generalstater i Bruxelles.
Generalstaterne i både Haag og Bruxelles blev opløst i 1795. De sydlige provinser blev annekteret af Frankrig, og i nord blev den Bataviske Republik etableret. Her samledes i stedet en nationalforsamling, som første gang mødtes den 1. marts 1796.
Betegnelsen Staten-Generaal blev imidlertid genoplivet, da det Forenede kongerige Nederlandene blev etableret i 1814 efter Napoleons fald. I begyndelsen havde det et kammer, fra 1815 to.
Under den tyske besættelse af Holland 1940-1945 var generalstaterne opløst.

## Eksterne kilder
- Officiel hjemmeside
  - Førstekammeret
  - Andetkammeret